# Дискография LMFAO
Дискография американской электро-хоп группы LMFAO включает в себя 2 студийных альбома, один мини-альбом, шесть синглов и шесть видеоклипов.

## Студийные альбомы
| Название                | Детали альбома                                                                   | Пиковая позиция в чартах | Пиковая позиция в чартах | Пиковая позиция в чартах | Пиковая позиция в чартах | Пиковая позиция в чартах | Пиковая позиция в чартах | Пиковая позиция в чартах | Пиковая позиция в чартах | Пиковая позиция в чартах | Продажи                    | Сертификация   |
| Название                | Детали альбома                                                                   | US                       | US Dance                 | AUS                      | CAN                      | FRA                      | GER                      | NLD                      | NZ                       | SWI                      | Продажи                    | Сертификация   |
| ----------------------- | -------------------------------------------------------------------------------- | ------------------------ | ------------------------ | ------------------------ | ------------------------ | ------------------------ | ------------------------ | ------------------------ | ------------------------ | ------------------------ | -------------------------- | -------------- |
| Party Rock              | - Релиз: 7 Июля 2009 год - Лейбл: Interscope - Формат: CD, цифровая дистрибуция  | 33                       | 2                        | —                        | 40                       | 56                       | —                        | —                        | —                        | —                        | - US: 210,000              | - CAN: Золотой |
| Sorry for Party Rocking | - Релиз: 21 Июня 2011 год - Лейбл: Interscope - Формат: CD, цифровая дистрибуция | 5                        | 2                        | 2                        | 2                        | 6                        | 19                       | 40                       | 2                        | 13                       | - US: 49,700 - CAN: 12,600 |                |

## Мини-альбомы
| Название      | Детали EP                                                                       |
| ------------- | ------------------------------------------------------------------------------- |
| Party Rock EP | - Релиз: 1 Июля 2008 год - Лейбл: Interscope - Формат: CD, цифровая дистрибуция |

## Синглы
| Сингл                                                      | Год  | Пиковая позиция в чарте | Пиковая позиция в чарте | Пиковая позиция в чарте | Пиковая позиция в чарте | Пиковая позиция в чарте | Пиковая позиция в чарте | Пиковая позиция в чарте | Пиковая позиция в чарте | Пиковая позиция в чарте | Пиковая позиция в чарте | Сертификация                                            | Альбом                  |
| Сингл                                                      | Год  | US                      | AUS                     | CAN                     | FRA                     | GER                     | IRE                     | NLD                     | NZ                      | SWI                     | UK                      | Сертификация                                            | Альбом                  |
| ---------------------------------------------------------- | ---- | ----------------------- | ----------------------- | ----------------------- | ----------------------- | ----------------------- | ----------------------- | ----------------------- | ----------------------- | ----------------------- | ----------------------- | ------------------------------------------------------- | ----------------------- |
| «I'm in Miami Bitch»                                       | 2008 | 51                      | 27                      | 37                      | —                       | —                       | —                       | 17                      | —                       | —                       | 9                       | - AUS: Золотой - CAN: Платиновый                        | Party Rock              |
| «La La La»                                                 | 2009 | 55                      | —                       | —                       | —                       | —                       | —                       | —                       | —                       | —                       | —                       |                                                         | Party Rock              |
| «Shots» (совместно с Lil Jon)                              | 2009 | 68                      | 77                      | 53                      | —                       | —                       | —                       | —                       | —                       | —                       | —                       | - CAN: Платиновый                                       | Party Rock              |
| „Yes“                                                      | 2009 | —                       | —                       | 68                      | —                       | —                       | —                       | —                       | —                       | —                       | —                       |                                                         | Party Rock              |
| „Party Rock Anthem“ (совместно с Лорен Беннетт и GoonRock) | 2011 | 1                       | 1                       | 1                       | 1                       | 1                       | 1                       | 9                       | 1                       | 1                       | 1                       | - AUS: 6× Платиновый - GER: Золотой - NZ: 2× Платиновый | Sorry for Party Rocking |
| «Champagne Showers» (совместно с Natalia Kills)            | 2011 | —                       | 9                       | 53                      | 12                      | 41                      | 15                      | —                       | 8                       | 56                      | 32                      |                                                         | Sorry for Party Rocking |
| „Sexy and I Know It“                                       | 2011 | 1                       | 1                       | 1                       | 3                       | 8                       | 4                       | 8                       | 1                       | 7                       | 5                       |                                                         | Sorry for Party Rocking |
| „Sorry for Party Rocking“                                  | 2012 | 49                      | 32                      | 31                      | 16                      | —                       | 18                      | 35                      | 27                      | 43                      | 23                      |                                                         | Sorry for Party Rocking |
| „—“ обозначает, что сингл не попал в данный чарт           |      |                         |                         |                         |                         |                         |                         |                         |                         |                         |                         |                                                         |                         |

## Песни, записанные с другими артистами
| Сингл                                                                     | Год  | Пиковая позиция в чарте | Пиковая позиция в чарте | Пиковая позиция в чарте | Пиковая позиция в чарте | Пиковая позиция в чарте | Пиковая позиция в чарте | Пиковая позиция в чарте | Пиковая позиция в чарте | Пиковая позиция в чарте | Пиковая позиция в чарте | Сертификация         | Альбом               |
| Сингл                                                                     | Год  | US                      | AUS                     | CAN                     | FRA                     | GER                     | IRE                     | NLD                     | NZ                      | SWI                     | UK                      | Сертификация         | Альбом               |
| ------------------------------------------------------------------------- | ---- | ----------------------- | ----------------------- | ----------------------- | ----------------------- | ----------------------- | ----------------------- | ----------------------- | ----------------------- | ----------------------- | ----------------------- | -------------------- | -------------------- |
| „Shooting Star“ (David Rush совместно с Kevin Rudolf, LMFAO and Pitbull)  | 2008 | —                       | —                       | 66                      | —                       | —                       | —                       | —                       | —                       | —                       | —                       |                      | Feel the Rush Vol. 1 |
| «Outta Your Mind» (Lil Jon совместно с LMFAO)                             | 2010 | 84                      | —                       | —                       | —                       | —                       | —                       | —                       | —                       | —                       | —                       |                      | Crunk Rock           |
| „Gettin’ Over You“ (Давид Гетта и Крис Уиллис совместно с Fergie и LMFAO) | 2010 | 31                      | 5                       | 12                      | 1                       | 15                      | 4                       | 21                      | 3                       | 11                      | 1                       | - AUS: 2× Платиновый | One More Love        |
| «—» обозначает, что сингл не попал в данный чарт                          |      |                         |                         |                         |                         |                         |                         |                         |                         |                         |                         |                      |                      |

## Другие песни, вошедшие в чарты
| Песня                     | Год  | Пик | Пик | Альбом                  |
| Песня                     | Год  | AUS | CAN | Альбом                  |
| ------------------------- | ---- | --- | --- | ----------------------- |
| «Sexy and I Know It»      | 2011 | 45  | 84  | Sorry for Party Rocking |
| «Sorry for Party Rocking» | 2011 | 88  | —   | Sorry for Party Rocking |

## Другие появления
- The Crystal Method — Divided by Night (Tiny E Records, 2009)[28] (on the track «Sine Language»)
- Hyper Crush — The Arcade (on the track «This is My Life»)[29]
- Lil Jon — Outta Your Mind
- Lostprophets — «Empire State of Mind» (Live at Maida Vale)
- Dirt Nasty — «I Can’t Dance»
- Clinton Sparks — SUX2BU — Clinton Sparks ft LMFAO & JoJo